# Торпедо (кузов)
Торпедо — тип автомобильного кузова, характеризующийся сигарообразной формой, то есть плавным (или даже прямым) переходом от боковин и ветрового стекла к капоту. Автомобили с таким типом кузова часто имеют 4 или 5 мест для сидения, а также складную крышу (которая, однако, закрывает только зад и верх автомобиля, оставляя бока незакрытыми), которая крепится на ветровом стекле. Боковые стойки у таких автомобилей отсутствуют.
Пик распространения автомобилей с таким типом кузова пришёлся на первую половину XX века, до 1930-х годов. После Второй мировой войны кузов вышел из моды.
Термин «Торпедо» впервые был использован бельгийским автодилером «Captain Theo Masui», который импортировал в Лондон французские автомобили Automobiles Grégoire, имевшие обтекаемый кузов. Вскоре этот термин стал именем нарицательным.